# Венгрия на зимних Олимпийских играх 1992
Венгрия принимала участие в Зимних Олимпийских играх 1992 года в Альбервиле (Франция) в шестнадцатый раз за свою историю, но не завоевала ни одной медали.

## Состав сборной
Сборная состояла из 24 спортсменов: 13 мужчин и 11 женщин, которые выступили в соревнованиях по биатлону, горнолыжному спорту, лыжным гонкам, конькобежному спорту, шорт-треку и фигурному катанию.
Самой юной участницей сборной была 13-летняя фигуристка-одиночница Кристина Цако, самым старшим был 33-летний биатлонист Габор Майэр.

## Результаты

### Биатлон
Соревнования проходили с 11 по 20 февраля в Ле Сези.

### Фигурное катание
Соревнования прошли с 9 по 21 февраля в «Ля Аль де гляс Олимпик» (La halle de glace Olympique) в Альбервиле.
Женщины — одиночное катание
| Спортсменка   | Короткая программа | Произвольная программа | Сумма мест (TFP) | Место |
| ------------- | ------------------ | ---------------------- | ---------------- | ----- |
| Кристина Цако | 19                 | 23                     | 32,5             | 23    |

Танцы на льду
| Спортсмены                     | Обязательный танец 1 | Обязательный танец 2 | Оригинальный танец | Произвольный танец | Сумма мест (TFP) | Место |
| ------------------------------ | -------------------- | -------------------- | ------------------ | ------------------ | ---------------- | ----- |
| Регина Вудворд Чаба Сентпетери | 13                   | 15                   | 15                 | 14                 | 29,0             | 14    |
| Клара Энги Аттила Тот          | 6                    | 6                    | 7                  | 7                  | 13,6             | 7     |

### Шорт-трек
Медали в шорт-треке были разыграны на Олимпийских играх впервые в истории. Венгерские шорт-трекисты неудачно выступили в отборочном туре и не вышли даже в четвертьфиналы.
Мужчины
| Спортсмен        | Дистанция | Отборочный | Отборочный | Четвертьфинал | Четвертьфинал | Полуфинал     | Полуфинал     | Финал | Финал         |
| Спортсмен        | Дистанция | Время      | Место      | Время         | Место         | Время         | Место         | Время | Место в итоге |
| ---------------- | --------- | ---------- | ---------- | ------------- | ------------- | ------------- | ------------- | ----- | ------------- |
| Тибор Кун Балинт | 1000 м    | 1:36,86    | 4          | не участвовал | не участвовал | не участвовал | не участвовал | —     | 25            |

Женщины
| Спортсменка   | Дистанция | Отборочный | Отборочный | Четвертьфинал  | Четвертьфинал  | Полуфинал      | Полуфинал      | Финал | Финал         |
| Спортсменка   | Дистанция | Время      | Место      | Время          | Место          | Время          | Место          | Время | Место в итоге |
| ------------- | --------- | ---------- | ---------- | -------------- | -------------- | -------------- | -------------- | ----- | ------------- |
| Тамара Касала | 500 м     | 52,38      | 4          | не участвовала | не участвовала | не участвовала | не участвовала | —     | 24            |